# Vị thần lang thang
Vị thần lang thang (ノラガミ Noragami) là loạt manga sáng tác bởi Adachitoka. Các chương truyện bắt đầu đăng trên tạp chí Monthly Shōnen Magazine của nhà xuất bản Kodansha từ tháng 1 năm 2011. Các chương truyện được gom lại và phát hành thành 27 quyển tankōbon. Loạt anime chuyển thể từ manga gồm 12 tập do hãng xưởng phim Bones sản xuất và phát sóng tại Nhật Bản từ ngày 5 tháng 1 đến 23 tháng 3 năm 2014. Phần hai, tựa Noragami Aragoto, phát sóng tại Nhật từ ngày 2 tháng 10 đến 25 tháng 12 năm 2015. Ngoài ra, Noragami còn có 4 tập ngoại truyện OAD phát hành theo đĩa DVD đính kèm với các tập truyện chính.

## Cốt truyện

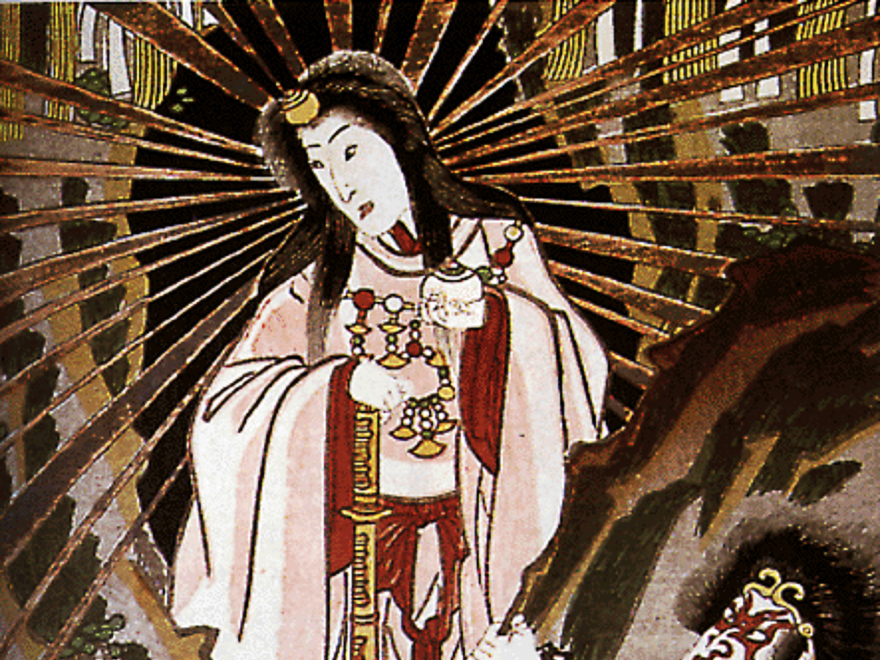
Vị thần lang thang

Là vị thần của thiên tai, nhưng gần như vô danh, Yato không những không có người thờ phụng mà thậm chí còn không có nổi một ngôi miếu thờ dành cho mình. Trên đường thay đổi điều đó, cậu sẵn sàng đáp ứng các lời thỉnh cầu của mọi người ở trần gian (Near Shore) với giá chỉ 5 yên để tích góp xây cho mình một ngôi đền. Trên đường làm nhiệm vụ, cậu quen với Iki Hiyori, một cô gái phàm trần có linh hồn thường xuyên bị tách ra khỏi thể xác, và Yukine, một hồn ma lang thang, người được cậu "nhận nuôi" và trở thành Regalia (Shinki) của mình. Cùng nhau, họ chiến đấu với các bóng ma (Ayakashi) - là những hồn ma bị hoen ố - của thế giới bên kia (Far Shore) trên hành trình tìm kiếm "công danh" của Yato.

## Truyền thông

### Manga
Noragami khởi đầu với loạt manga của tác giả Adachitoka và xuất bản bởi Kodansha. Bộ truyện ra mắt trên tạp chí Monthly Shōnen Magazine số tháng 1 năm 2011, phát hành vào ngày 6 tháng 12 năm 2010, và được tập hợp lại thành 27 quyển tankōbon phát hành từ ngày 15 tháng 7 năm 2011 đến ngày 16 tháng 2 năm 2024. Quyển thứ 9 ra mắt đồng thời với phiên bản giới hạn, kèm cùng một drama CD. Quyển thứ 10 và 11 cũng tương tự, mỗi phiên bản giới hạn đính kèm cùng 1 DVD chứa 1 tập OAD anime. Các chương đặc biệt của truyện được xuất bản trong các ấn phẩm spin-off, Monthly Shōnen Magazine + từ năm 2011 và tính đến 15 tháng 11 năm 2013, chúng được tổng hợp lại thành 1 tập riêng tựa Noragami Shūishū (ノラガミ拾遺集). Cả bộ truyện chính và loạt spin-off được mua bản quyền ở Bắc Mỹ bởi Kodansha Comics USA, và phát hành lần lượt dưới tên Noragami: Stray God và Noragami: Stray Stories. Tập đầu tiên của Noragami: Stray God ra mắt vào ngày 2 tháng 9 năm 2014, với 26 tập được xuất bản tính đến ngày 5 tháng 9 năm 2023. Tập đầu của Noragami: Stray Stories phát hành vào tháng 12 năm 2015.

### Anime
Loạt anime chuyển thể Noragami sản xuất bởi Bones và do Kotaro Tamura đạo diễn cùng phần thiết kế nhân vật của Toshihiro Kawamoto. Trước khi bộ phim phát sóng chính thức, tập đầu của nó đã được ra mắt khán giả tại hội chợ Anime Festival Asia 2013 vào ngày 10 tháng 9 năm 2013. Bô phim bắt đầu công chiếu 12 tập tại Nhật từ ngày 5 tháng 1 năm 2014, trên kênh Tokyo MX và sau đó là MBS, BS11 cùng TVA.
Ngoài loạt phim truyền hình, 2 tập đặc biệt ra mắt dưới dạng đĩa DVD đính kèm với bản giới hạn số lượng của tập truyện 10 và 11, xuất bản ngày 17 tháng 2 và 17 tháng 7 năm 2014. Funimation mua bản quyền phát trực tuyến bộ phim tại Bắc Mỹ. Madman Entertainment đăng ký bản quyền để phân phối phim tại Úc và New Zealand.
Ca khúc mở đầu phim là "Goya no Machiawase" (午夜の待ち合わせ Overnight Appointment), trình bày bởi Hello Sleepwalkers. Ca khúc kết thúc là "Heart Realize" (ハートリアライズ Hāto Riaraizu) với phần soạn nhạc của Supercell và trình bày bởi Tia.
Phần hai, Noragami Aragoto, có 13 tập, và bắt đầu phát sóng từ ngày 2 tháng 10 năm 2015. Ca khúc mở đầu phim là "Kyōran Hey Kids!!" (狂乱 Hey Kids!!) của The Oral Cigarettes, và ca khúc kết thúc là "Nirvana" (ニルバナ Nirubana) của Tia. Tập cuối phần này chiếu vào ngày 25 tháng 12 năm 2015.

## Game
Một trò chơi trên điện thoại tên Noragami ~Kami to Enishi~ ( lit. "Noragami ~Gods and Fate~") phát triển bởi Sakura Soft cho các thiết bị Android ra mắt vào tháng 10 năm 2015. Bản dành cho iOS phát hành vào ngày 16 tháng 11 năm 2015.

## Tiếp nhận
Noragami đứng thứ 14 trong số những manga bán chạy nhất nửa đầu năm 2014 tại Nhật Bản.